# Arthur Timótheo da Costa
Arthur Timótheo da Costa (Rio de Janeiro, 1882 — Rio de Janeiro, 1922) est un peintre, scénographe, décorateur et sculpteur brésilien.

## Biographie
Arthur Timótheo da Costa naît à Rio de Janeiro le 12 novembre 1882.
Il commence ses études à la Casa da Moeda do Brasil (pt), où il suit le cours de dessin et entre en contact avec le processus de gravure d'images, accompagnant l'impression de pièces de monnaie et de timbres,. En 1894, encouragé par le directeur de l'institution, Enes de Souza, il s'inscrit avec son frère João Timóteo da Costa (pt) (1879 - 1930) à l'École nationale des beaux-arts (ENBA), où il suit les cours de Daniel Bérard (1846 - 1910), Zeferino da Costa (1840 - 1915), Rodolfo Amoedo (1857 - 1941) et Henrique Bernardelli (1858 - 1936),. Selon son frère, Arthur prenait sous son aile les jeunes artistes de l'époque.
Entre 1895 et 1900, il apprend les techniques de la scénographie de manière informelle avec l'Italien Oreste Coliva (pt), pour qui il travaille comme assistant,. 

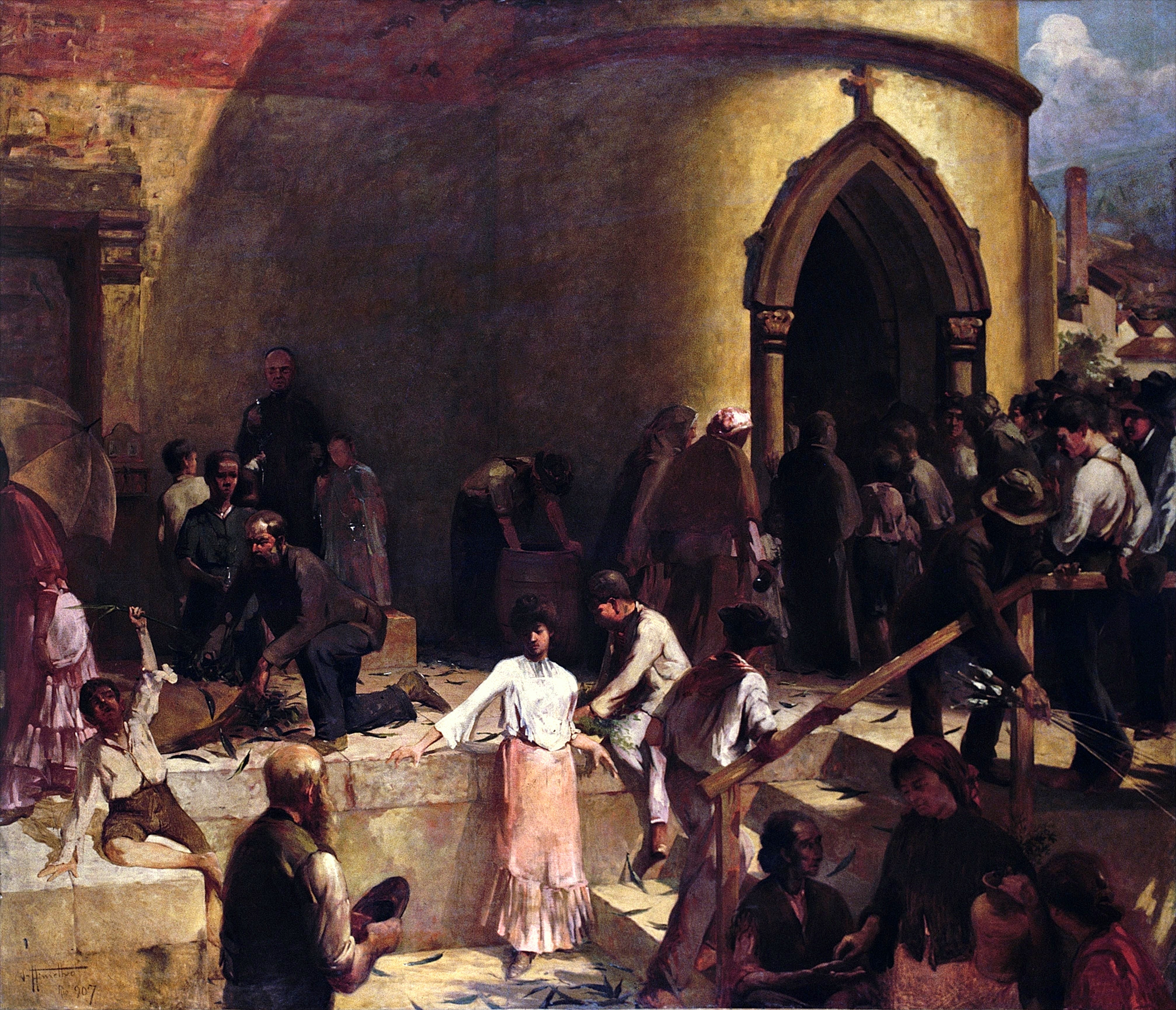
Antes do Aleluia, 1907, musée des Beaux-Arts du Brésil, à Rio de Janeiro.

Noir et d'origine humble, Arthur Timótheo da Costa a visiblement fait face à de nombreuses adversités dans sa vie. Il participe néanmoins à plusieurs éditions de l'Exposition générale des Beaux-Arts, où il obtient un voyage à l'étranger en 1907, grâce à son tableau très « mouvementé » Antes do Aleluia.
L'année suivante, il s'embarque pour Paris, où il reste environ deux ans pour étudier et se perfectionner. En 1911, il se rend en Italie pour faire partie du groupe d'artistes choisis — qui inclut également son frère João — pour exécuter la décoration du pavillon brésilien de l'exposition universelle de Turin,. 
De retour au Brésil et tout au long des années 1910, Arthur Timótheo da Costa est très productif, expose fréquemment aux Expositions générales et s'établit comme un peintre et décorateur de renom. En 1919, il fonde avec un groupe d'artistes la Juventas, plus tard appelée Société brésilienne des beaux-arts à Rio de Janeiro et propose, en 1920, la libre participation des artistes affiliés à la société aux expositions générales des beaux-arts. La même année, il a exécuté avec son frère la décoration de la salle noble du Fluminense Football Club. En 1921, il participe pour la dernière fois aux Expositions générales des Beaux-Arts,.
Interné à l'Hospice des aliénés de Rio de Janeiro, Arthur Timótheo da Costa meurt le 5 octobre 1922 à l'âge de 41 ans.

## Œuvre
« Arthur Timótheo da Costa a été l'un des peintres les plus remarquables de la scène artistique brésilienne au cours des deux premières décennies du siècle dernier. » Costa fait la transition entre la tradition académique de l'ENBA et les premiers courants modernistes. Pour son style audacieux et éloigné de l'académisme brésilien, les critiques le rapprochent de l'impressionnisme français. Selon Arthur Valle, il faut cependant noter son éclectisme et des influences plus anciennes, comme les maîtres du XVIe siècle tels que Rembrandt, Frans Hals et Rubens, qu'il a découverts et copiés lors de son séjour en Europe, pour ses coups de pinceau spontanés et son traitement du clair-obscur,.
Son activité de décorateur pour le théâtre a eu une influence sur sa technique picturale, ce qui se traduit par « la facture agile et apparemment improvisée de plusieurs de ses œuvres. » Il s'inscrit donc pleinement dans un mouvement des plus modernes dans son pays, en particulier dans ses paysages tardifs, où « le traitement libre et synthétique des taches de couleur se superpose à un graphisme vigoureux et doté d'une autonomie quasi absolue », qui préfigurent des œuvres comme celles de José Pancetti (pt) (1902 - 1958), Iberê Camargo (1914 - 1994) ou encore les abstractionistes informels des années 1950, même si Valle lui reconnaît peu d'influence sur d'autres artistes brésiliens.

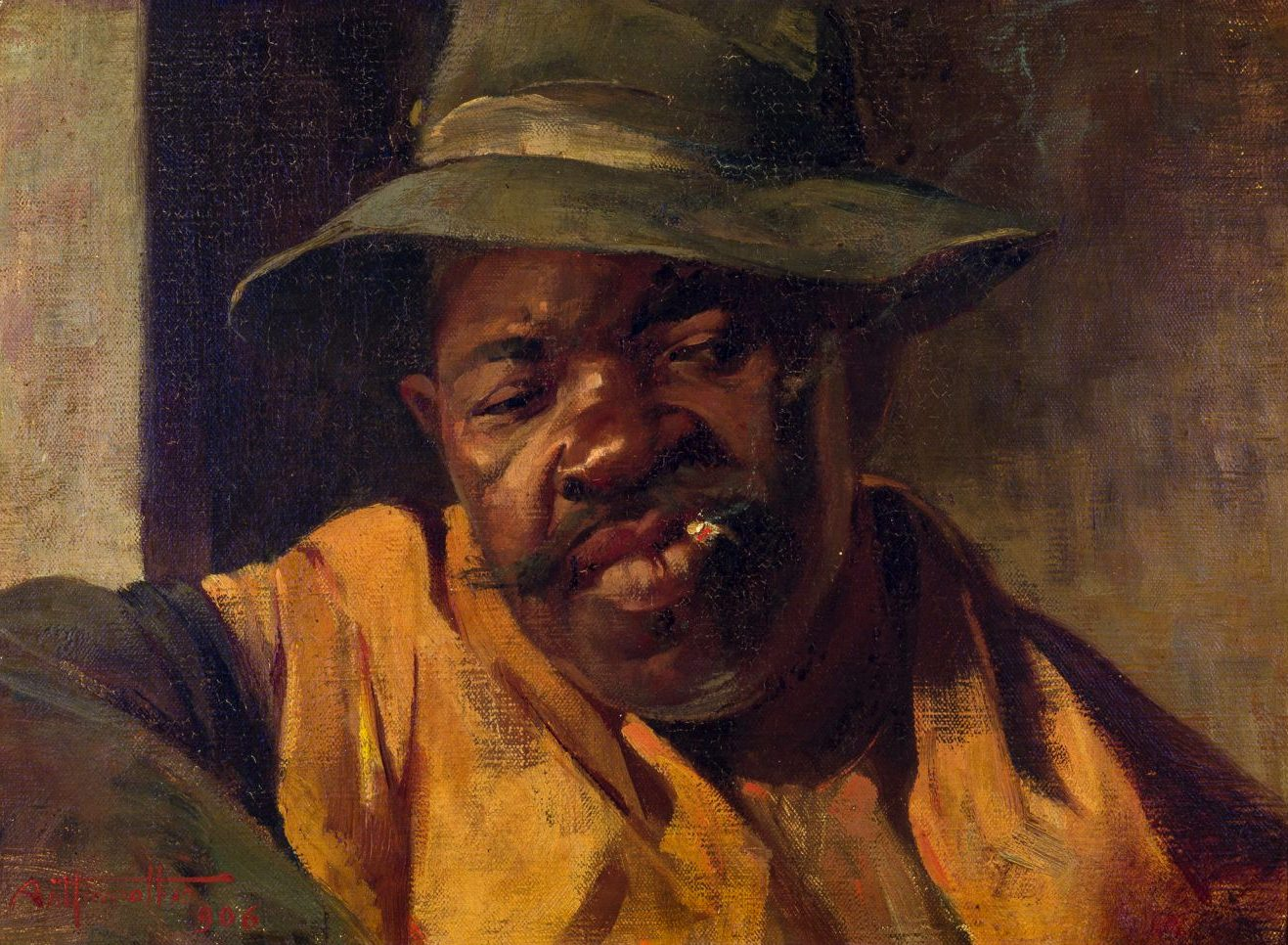
Portrait d'un Noir, 1906.
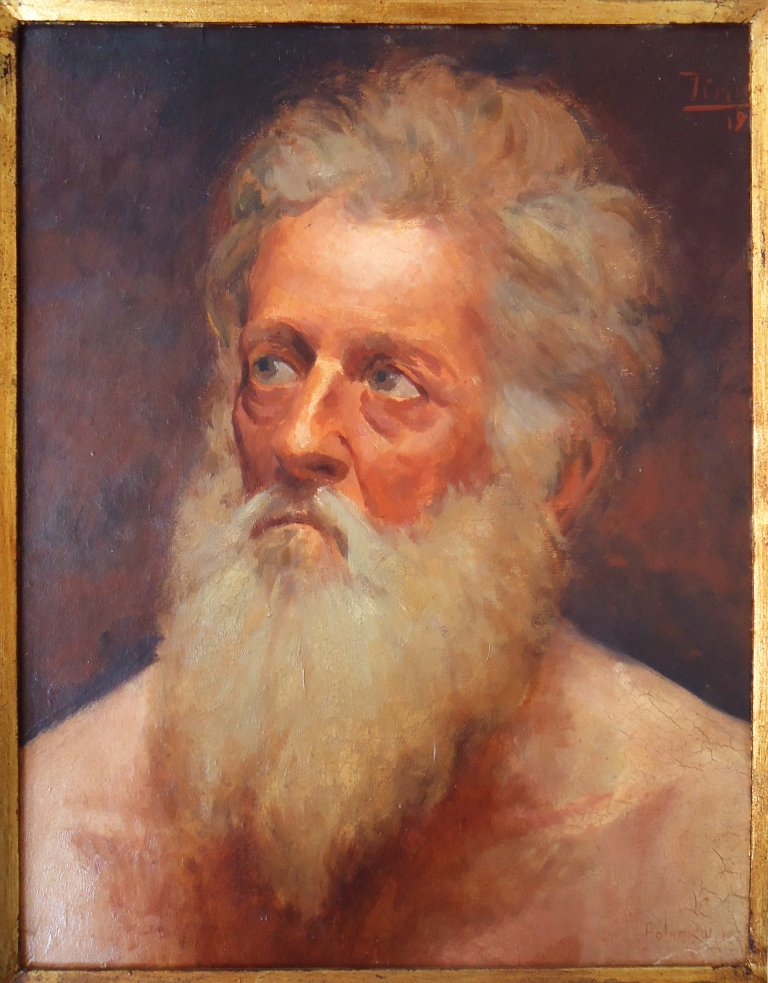
Portrait d'un vieil homme, c. 1906-1910.
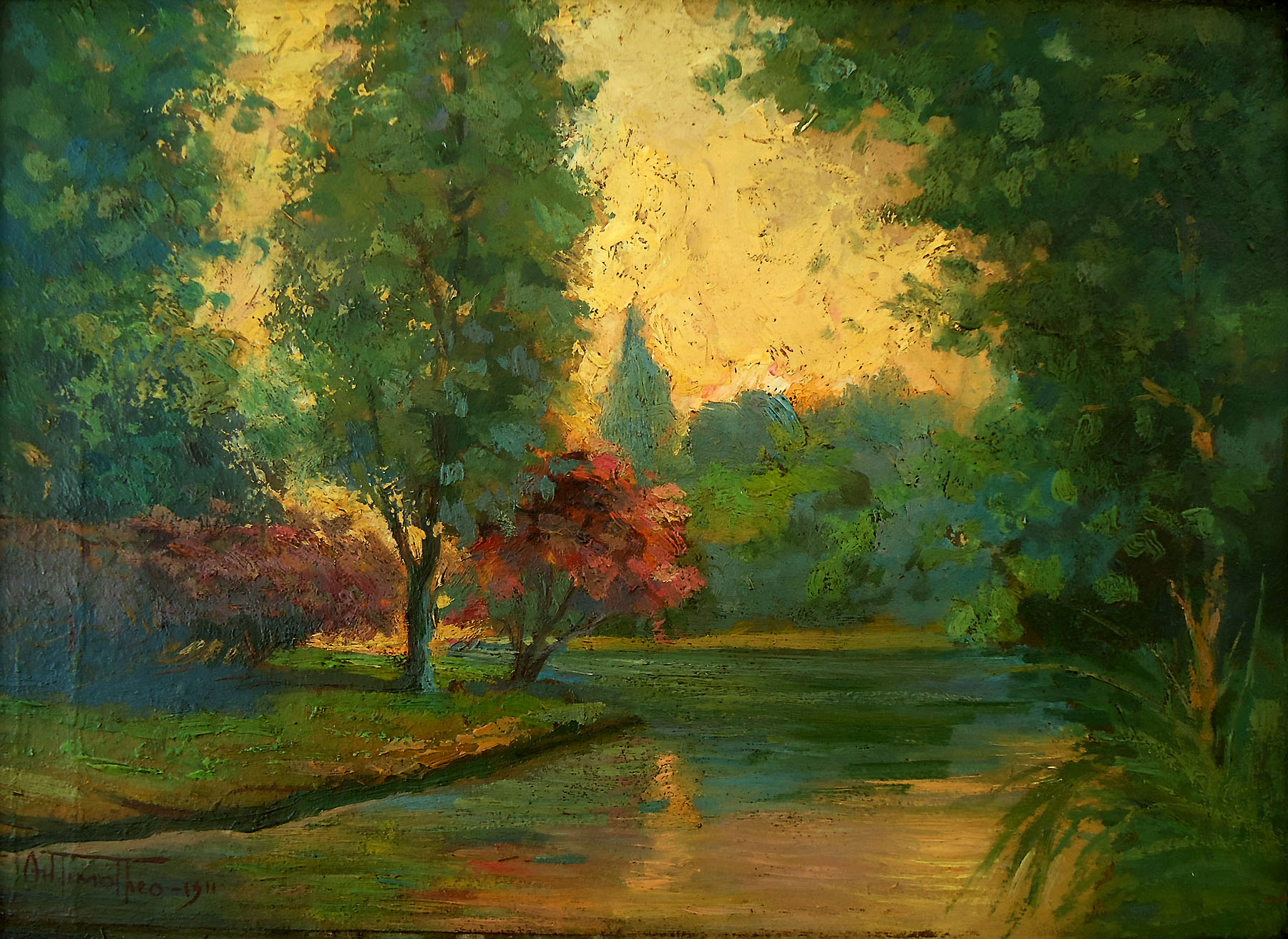
Paysage européen au coucher du soleil, 1911.
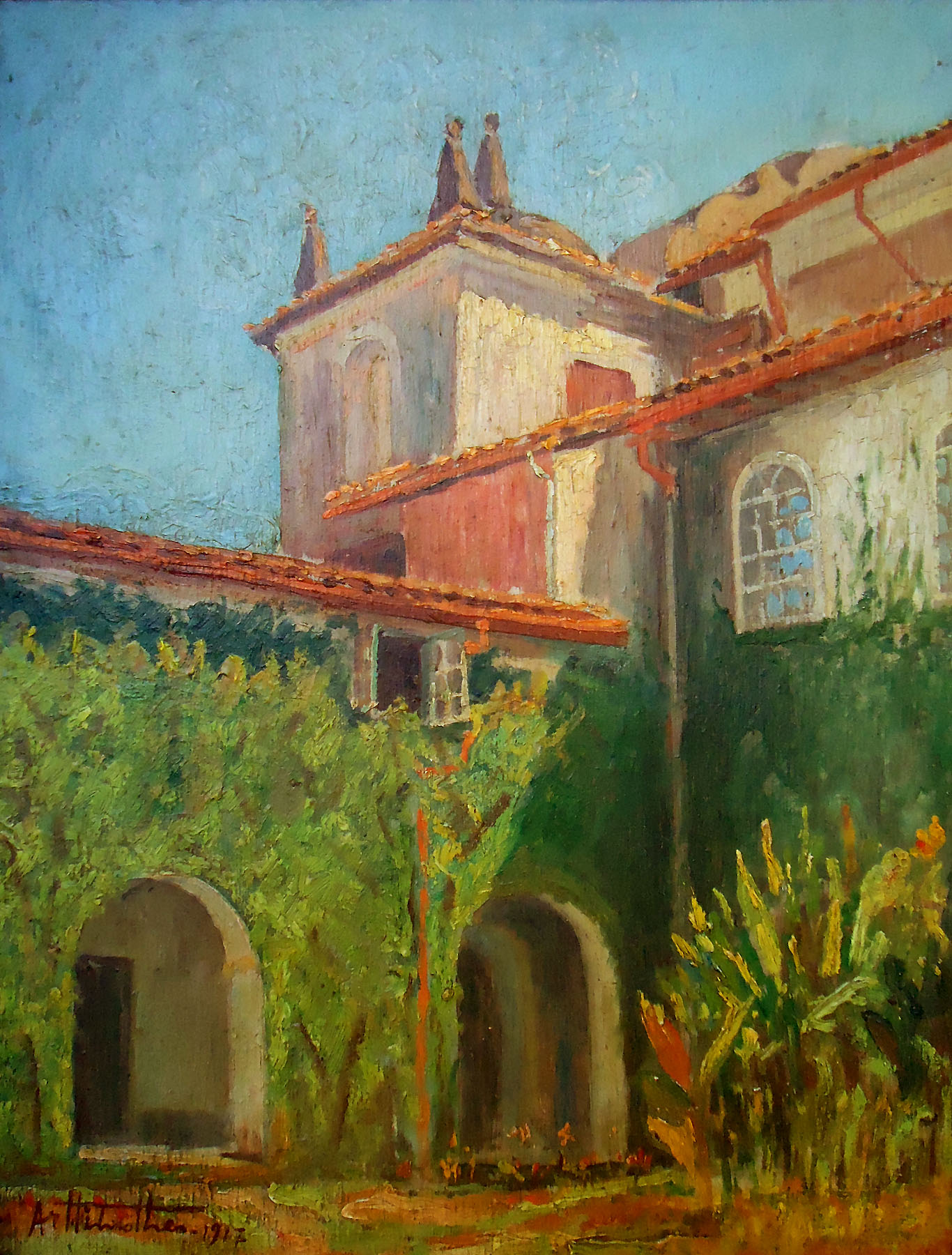
Cour intérieure d'une église, 1917.
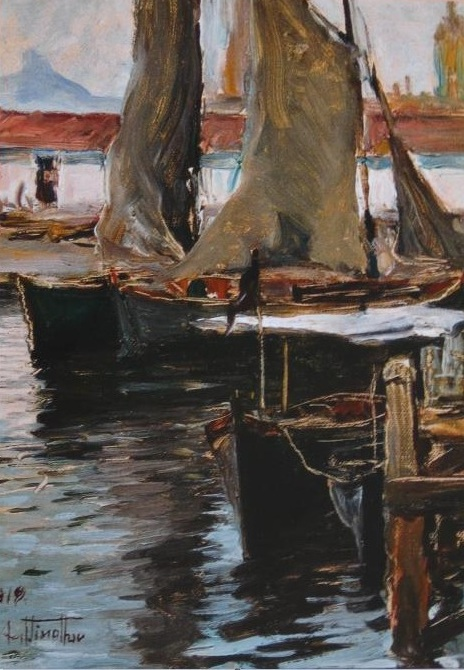
Marine, 1919.